# Fulvio Milani

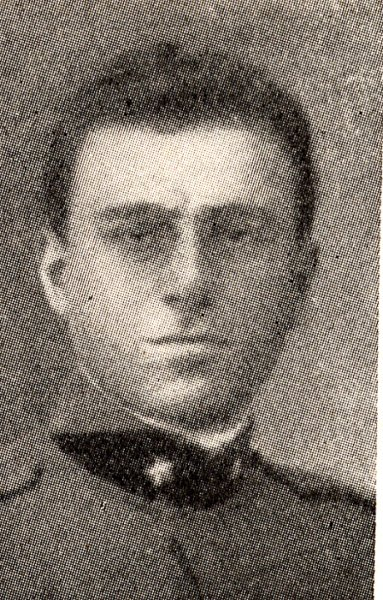
Fulvio Milani (vor 1930)

Fulvio Milani (* 22. November 1885 in Modena; † 23. März 1945 in Bologna) war ein italienischer Politiker der Partito Popolare Italiano (PPI).

## Leben
Fulvio Milani absolvierte ein Studium der Rechtswissenschaften und war nach dessen Abschluss mit einem Laurea in Giurisprudenza als Rechtsanwalt tätig. Am 1. Dezember 1919 wurde er Mitglied der Abgeordnetenkammer (Camera dei deputati), der er bis zum 21. Januar 1929 angehörte. Er war während seiner Parlamentszugehörigkeit zwischen dem 25. März und dem 31. Oktober 1922 Mitglied des Wahlausschusses (Giunta per le elezioni). Im Kabinett Mussolini fungierte er zwischen dem 31. Dezember 1922 und dem 27. April 1923 als Unterstaatssekretär im Ministerium für Justiz und Religion (Ministero di Grazia e Giustizia e degli Affari di Culto).

## Weblink
- Eintrag auf der Homepage der Camera dei deputati